# 송민교
송민교(1983년 11월 9일~ )은 대한민국의 아나운서다.

## 학교
- 이화여자외국어고등학교 영어과
- 이화여자대학교 영어영문학 학사

## 데뷔
- MBC 《아나운서 공개채용 신입사원》

## 작품

### 뉴스
- JTBC 《JTBC 모닝쇼 7》(2011년 12월 2일~2012년 2월 3일)
- JTBC 《뉴스전망대》(2011년 12월 2일~2012년 10월 19일)
- JTBC 《JTBC 뉴스 6》(2012년 1월 2일~2012년 2월 3일)
- JTBC 《WBC 투데이》(2012년 12월 11일~2013년 2월 22일)
- JTBC 《JTBC 뉴스 현장》(2014년 9월 22일~2016년 4월 1일/2017년 11월 27일~2019년 4월 12일)
- JTBC 《JTBC 뉴스 아침& 임시진행》(2016년 8월 29일~2016년 9월 2일/2017년 8월 28일~2017년 9월 1일/2018년 8월 20일~2018년 8월 24일/2019년 2월 18일~2019년 2월 20일/2019년 8월 19일~2019년 8월 23일/2020년 2월 25일~2020년 2월 28일/2022년 7월 25일~2022년 8월 5일)
- JTBC 《JTBC 뉴스 아침& 서브진행》(2017년 12월 18일~2018년 5월 25일)
- JTBC 《이 시각 뉴스룸》(2018년 7월 9일~2020년 2월)
- JTBC 《사건반장》(2020년 4월 13일~2020년 7월 17일)

### 방송
- MBC 《아나운서 공개채용 신입사원》(2011년)
- JTBC 《당신의 선택 팡팡쇼》(2011년 12월 5일~2012년 2월 3일)
- JTBC 《백세의 품격 진시황》(2016년 3월 3일~2016년 6월 30일)
- JTBC 《슈퍼맨을 만나다》(2016년 8월 25일~2016년 12월 15일)
- JTBC 《JTBC 우리의 선택》(2014년 6월 4일, 2016년 4월 13일)
- JTBC 《오늘, 굿데이》 (2016년 11월 10일~2017년 1월 12일)
- JTBC 《스케치》 - 뉴스 앵커 역(특별출연, 2018년 7월 14일)
- JTBC 《라이프》(특별출연, 2018년 8월 21일, 8월 27일)
- JTBC 《SKY 캐슬》 - 아나운서 역
- JTBC 《시청자 의회》 진행 (2023년 6월 9일 ~ 2024년 7월 26일)
- JTBC 《톡파원25시》 - 게스트 (2024년 4월 1일)